# Eric Valdemar Lemming
Eric Valdemar Lemming (22 de febrer de 1880 - 5 de juny, 1930) fou un esportista suec que competí en atletisme i joc d'estirar la corda.
Lemming guanyà un total de set medalles olímpiques, quatre de les quals foren ors.
Debutà a uns Jocs Olímpics a París 1900 on empatà a la quarta posició en salt d'alçada i salt amb perxa amb marques d'1,70 metres i 3.10 metres respectivament. També fou quart en llançament de martell i vuitè en llançament de disc. Competí també en salt de llargada on fou dotzè i darrer amb 5,5 metres i en triple salt amb resultat desconegut, tot i que no acabà entre els sis primers.
Als Jocs Intercalats d'Atenes 1906 guanyà quatre medalles, bronze en el joc d'estirar la corda, bronze en llançament de pes, bronze en pentatló i or en llançament de javelina estil lliure.
Dos anys més tard, a Londres 1908, guanyà dues noves medalles d'or, ambdues en javelina, en estil lliure i estil convencional. El seu brillant palmarès el rematà als Jocs d'Estocolm 1912 amb un altre or en llançament de javelina.